# Mein Bruder heißt Robert und ist ein Idiot
Mein Bruder heißt Robert und ist ein Idiot (alemany: El nom del meu germà és Robert i és un idiota) és una pel·lícula dramàtica alemanya dirigida per Philip Gröning el 2018. Va ser seleccionada per competir per l'Ós d'Or a la secció de competició principal del 68è Festival Internacional de Cinema de Berlín.

## Argument
Un estiu al sud d'Alemanya. L'Elena, de 19 anys, es prepara per a un examen oral de filosofia de batxillerat. Té el suport del seu germà bessó, Robert, que s'ho pren a la lleugera. El lloc d'aprenentatge és una casa rural on tots dos van créixer i van passar molt de temps. Elena i Robert tenen una relació amorosa. Elena és intel·ligent i descriu el seu germà com a mut i estúpid. Robert, que es va quedar a l'escola, té moltes ganes d'abandonar les províncies alemanyes. La seva relació es fa més complexa amb una història d'amor entre Robert i Cecilia, la millor amiga de l'Elena. L'Elena està gelosa i li pregunta a Robert si s'ha anat a dormir amb Cecilia. Robert talla la conversa. Entre rituals, apostes, esclats d'odi i tendresa, bany en un llac del bosc, la visita del germà petit Florian i discursos filosòfics, l'Elena i el Robert són conscients que la fase anterior de les seves vides aviat s'acabarà, i se separen.

## Repartiment
- Josef Mattes: Robert
- Urs Jucker: Erich
- Stefan Konarske: Adolf
- Zita Aretz: Cecilia
- Nico Kreuzer: Florian
- Karolina Porcari: Mestra

## Premis
Al LI Festival Internacional de Cinema Fantàstic de Catalunya va guanyar el premi Noves Visions al millor director.